# Boston Celtics
Boston Celtics er et professionelt basketballhold, der spiller i den amerikanske liga NBA. Holdet dominerede i starten af 1960'erne og er det eneste hold, der har vundet 18 mesterskabstitler, hvor det seneste blev vundet i 2024.

## Historie
Celtics har eksisteret siden 1946 og er en af de otte oprindelige franchises i NBA. Sammen med New York Knicks er de alene om at have været i samme by siden etableringen.

### 1957-1969: Det første Celtics-dynasti
Celtics var altdominerende i NBA i perioden 1957-1969, hvor de tog 11 af deres titler. I denne periode opstod et af de klassiske rivalopgør i NBA: Celtics mod Lakers (først Minneapolis Lakers, senere Los Angeles Lakers), idet de to hold mødtes i seks mesterskabsfinaler i disse år. Hjørnestenen i dette Celtics-dynasti var Bill Russell, som var med i samtlige 13 sæsoner og fem gange blev kåret til NBA Most Valuable Player. En anden vigtig person var Red Auerbach, som blev holdets træner i 1950, og som i 1967 overlod denne post til Russell, mens han selv blev manager og senere præsident for Celtics. I perioden 1959-1966 tog Celtics otte mesterskaber i træk, den længste ubrudte række af mesterskaber i de store amerikanske holdsportsgrene (basketball, ishockey, football og baseball).
Da Bill Russell trak sig efter sit 11. mesterskab var det enden på dynastiet og 1970 blev et genopbyningsår, hvor holdet for første gang siden Auerbach kom til klubben i 1949 havde flere nederlag end sejre i løbet af sæsonen.

### 1970-1976: Genopbygning til nye sejre
Med tilføjelsen af en række nye spillere blev Celtics hurtigt et hold, man skulle regne med igen, og i 1973 gik holdet ind i finalen om Eastern Conference mod New York Knicks efter en regulær sæson, der havde budt på 68 sejre og kun 14 nederlag. Finaleserien blev en stor skuffelse efter nederlag i den afgørende syvende kamp. Celtics blev dermed det hold i NBA-historien med den bedste sæson, som ikke er gået hele vejen til NBA-finaleserien.
Året efter lykkedes det for Celtics at gå hele vejen og vinde det 12. mesterskab efter i finaleserien at have slået Milwaukee Bucks, der havde Kareem Abdul-Jabbar på holdet. Også i 1976 blev det til et NBA-mesterskab, efter bl.a. den længste kamp i NBA-finaleseriernes historie, idet Phoenix Suns tvang Celtics ud i en tredje overtidsperiode i kamp fem i Boston Garden, hvor hjemmeholdet dog vandt.

### 1978-1986: The Big 3 (Bird, Parrish og McHale)
Fra 1978 blev det tid til endnu en genopbygningsperiode, hvor man bl.a. draftede Larry Bird, selv om han havde et år tilbage på college. Auerbach fik også samlet Robert Parrish og Kevin McHale til holdet og dermed en trio, som senere blev døbt "The Big 3", som blev kernen på et nyt Celtics-dynasti. Det blev til mesterskaber i 1981, 1984 og 1986 – endnu en gang i intens konkurrence med Lakers, som i denne periode havde bl.a. Abdul-Jabbar og Magic Johnson på holdet.

### 1986-1993 Tragedier rammer Celtics
I 1986-draften, hvor Celtics havde handlet sig til at kunne vælge som nr. to, valgte man Len Bias, som mange anså for at være et kæmpe talent som power forward, og som man håbede kunne bære Celtics videre, når de aldrende stjerner skulle trække sig. Men blot 48 timer efter han var blevet valgt, fandt man Bias død af en overdosis kokain. Bias' død var den første i en række af ulykker for Celtics, og fans har ment, at holdet aldrig rigtig kom sig igen efter dødsfaldet.
I de efterfølgende sæsoner blev Bird ramt af flere skader som holdt ham ude i længere tid, og i 1992 valgte han – efter at have vundet OL-guld med Dream Team – at stoppe karrieren pga. rygproblemer.
Da Bird trak sig tilbage, anså man Reggie Lewis, en 26-årig small forward, som den der skulle løfte arven. Han besvimede under en playoff-kamp mod Charlotte Hornets i 1993, og det blev senere afsløret, at han havde hjerteproblemer. Men han fik lægerne til at sige god for fortsat spil, og i sommeren ramte tragedien: Han døde af et hjerteanfald, som han fik, mens han spillede basketball for sjov.

### 1998-2007: Forgæves forsøg på genopbygning
I 1998 draftede Celtics Paul Pierce, som noget overraskende kunne vælges som nr. ti på draft day. Den 25. september 1999 blev Pierce knivstukket 11 gange på en natklub i Boston og havde det ikke været for Tony Battie (medspiller på daværende tidspunkt) kunne Pierce være død. Trods det spillede "The Truth" alle 82 kampe den følgende sæson. Celtics havde ikke den store succes i Pierce's første par år (eller tre) i ligaen og Celtics nåede ikke længere end til Eastern Conference Finals mod New Jersey Nets i 2002. Herefter fulgte middelmådighed i flere sæsoner, dog uden at man kan give Pierce skylden. Han spillede imponerende basketball og levede op til navnet, som Shaquille O'Neal i sin tid gav ham.
2006-2007 sæsonen var meget mørk for Celtics: Først døde Arnold "Red" Auerbach i en alder af 89 år i starten af sæsonen, og senere blev Pierce (som var holdets altoverskyggende stjerne) skadet i to omgange: Først fik han en stressfraktur i foden, som holdt ham ude i 24 kampe, hvor Celtics kun vandt to af dem, og senere fik han hævelser i den ene albue. Celtics endte med at være NBA's næstdårligste hold i sæsonen og satte franchise-rekord med 18 nederlag i træk.

### 2007-: Tilbage til fordums storhed
Der var derfor lagt op til en ny genopbygning, da Celtics op til 2007-2008-sæsonen overraskede med to store handler, der førte skarpskytte Ray Allen og tidligere liga-MVP Kevin Garnett til holdet. Der blev hurtigt talt om de nye "Big 3", og Celtics udførte den største turnaround i NBA-historien ved at gå fra 24 sejre og 58 nederlag til 66 sejre og 16 nederlag. Dermed blev Celtics "1st seed" i den regulære sæson og sikrede sig hjemmebanefordel i de afgørende kampe igennem hele playoff. Det skulle vise sig vigtigt, idet holdet i de to første runder blev tvunget ud i syv kampe efter ikke at have vundet en eneste udekamp i de to serier. Især kamp syv mod Cleveland Cavaliers med LeBron James på holdet blev spektakulær med en duel mellem James (som scorede 45 points) og Pierce (41). I Conference mod Detroit Pistons tabte Celtics for første gang i playoff-kampene en hjemmekamp, og der blev spekuleret i, at holdet var kørt træt efter to syvkamps-serier. Men Celtics fik vendt og vandt to kampe på udebane og serien i seks kampe.
I finaleserien mod de gamle rivaler fra Los Angeles Lakers kom Celtics under pres på hjemmebane, men sikrede sig trods alt to sejre i de to første kampe. I Los Angeles sikrede Lakers sejren i kamp tre, men i kamp fire tabte de efter at have ført med 24 points undervejs i kampen – det største comeback i NBA-finalernes historie. Og selv om Lakers vandt kamp nr. fem, sikrede Celtics sig den 17. titel ved at vinde kamp seks 131-92 – den største sejr nogensinde i en kamp, der sikrer NBA-titlen. Dog er de faldet langt tilbage over de sidste par år, og er i 2023 set som ringe hold af mange kritigere, inklusiv Shaquile O' Neale, tidligere NBA-præsident og vært på Shaq a' fool.

## Spillere

### Nuværende nøglespillere
- Jaylen Brown
- Jayson Tatum
- Mfiondu Kabengele

### Spillernumre der er trukket tilbage
Boston Celtics er det NBA-hold, der har flest spillernumre, der er "retired", dvs. at andre spillere ikke kan bruge nummeret, og at det er hængt op på en hædersplads i hjemmearenaen.
- 00 Robert Parish: C, 1980–94
- 1 Walter A. Brown: 1946–64 (grundlægger af Celtics)
- 2 Red Auerbach træner, 1950–67
- 3 Dennis Johnson: G, 1983–90
- 6 Bill Russell: C, 1956–69
- 10 Jo Jo White: G, 1969–79
- 14 Bob Cousy: G, 1950–63
- 15 Tom Heinsohn: F, 1956–65
- 16 Tom „Satch“ Sanders: F, 1960–73
- 17 John Havlicek: F, 1962–78
- 18 Jim Loscutoff: F, 1955–64
- 18 Dave Cowens: C, 1970–80
- 8 jeff green: F, 1965–76
- 21 Bill Sharman: G, 1951–61
- 22 Ed Macauley: C, 1950–56
- 23 Frank Ramsey: F, 1954–64
- 24 Sam Jones: G, 1957–69
- 25 K.C. Jones: G, 1958–67
- 31 Cedric Maxwell: F, 1977–85
- 32 Kevin McHale: F, 1980–93
- 33 Larry Bird: F, 1979–92
- 35 Reggie Lewis: G, 1987–93

### Andre kendte tidligere spillere
- Danny Ainge
- Nate Archibald
- M.L. Carr
- Dino Rađa
- Larry Siegfried
- Paul Silas
- Antoine Walker
- Bill Walton
- Dominique Wilkins